# В'язівська сільська рада (Конотопський район)
В'язівська сільська́ ра́да — колишній орган місцевого самоврядування в Конотопському районі Сумської області. Адміністративний центр — село В'язове.

## Загальні відомості
- Населення ради: 1 260 осіб (станом на 2001 рік)

## Населені пункти
Сільській раді були підпорядковані населені пункти:
- с. В'язове
- с. Жигайлівка
- с. Совинка
- с. Червоний Яр

## Склад ради
Рада складалася з 16 депутатів та голови.
- Голова ради: Коцубенко Олена Дмитрівна
- Секретар ради: Шелудченко Ірина Володимирівна

### Керівний склад попередніх скликань
| Прізвище, ім'я, по батькові | Основні відомості                                                         | Дата обрання | Дата звільнення |
| --------------------------- | ------------------------------------------------------------------------- | ------------ | --------------- |
| Коцубенко Олена Дмитрівна   | Сільський голова, 1962 року народження, освіта вища, позапартійна         | 26.03.2006   | 31.10.2010      |
| Коцубенко Олена Дмитрівна   | Сільський голова, 1962 року народження, освіта вища вища, позапартійна    | 31.10.2010   | 30.10.2012      |
| Коцубенко Олена Дмитрівна   | Сільський голова, 1962 року народження, освіта вища, член Партії регіонів | 02.06.2013   |                 |

Примітка: таблиця складена за даними сайту Верховної Ради України